# Yurlunggur
Yurlunggur – tęczowy wąż i ambiwalentne bóstwo płodności, znany u wielu ludów australijskich.
Jest jednym z bohaterów mitu o siostrach Wauwaluk.